# 苏瓦里战役

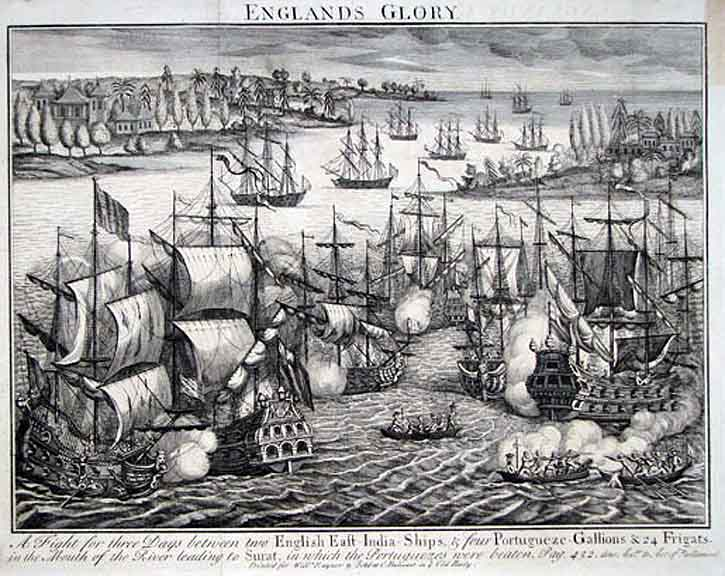
苏瓦里战役

苏瓦里战役（Battle of Swally）是指1612年11月29日至30日，发生于今印度古吉拉特邦苏拉特附近苏瓦里(Suvali)村庄近海的一次海战，这次海战在英国东印度公司和葡萄牙人之间进行。东印度公司出动四艘帆船对付葡萄牙人的四搜帆船和26艘小筏，最终以英国人胜利而告终。